# 帕尔纳克 (洛特省)
帕尔纳克（法語：Parnac，法語發音：[paʁnak]）是法国洛特省的一个市镇，属于卡奥尔区。

## 地理
帕尔纳克（44°29'24"N, 1°18'53"E）面积5.77 平方千米，位于法国奧克西塔尼大區洛特省，该省份为法国西南部内陆省份，北起顺时针与科雷兹省、康塔爾省、阿韦龙省、塔恩-加龙省、洛特-加龍省和多尔多涅省接壤。
与帕尔纳克接壤的市镇（或旧市镇、城区）包括：卡亚克、克赖萨克、杜埃勒、吕泽什、圣樊尚里沃多尔特。

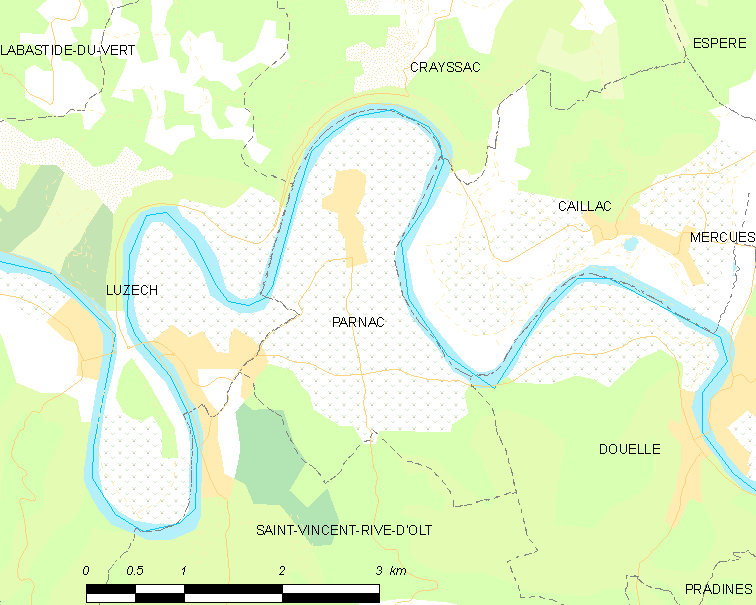
的OSM定位图

帕尔纳克的时区为UTC+01:00、UTC+02:00（夏令时）。

## 行政
帕尔纳克的邮政编码为46140，INSEE市镇编码为46214。

## 政治
帕尔纳克所属的省级选区为吕泽什县。

## 人口

1962-2008年间人口变化图示

帕尔纳克于2022年1月1日时的人口数量为382人。